# Xiyunykus
Xiyunykus è un genere estinto di dinosauro teropode alvarezsauroide vissuto nel Cretaceo inferiore, circa 126-120 milioni di anni fa (Barremiano-Aptiano), in quello che oggi è il Tugulu Group, nello Xinjiang, Cina. Il genere include una singola specie, ossia X. pengi.
Lo Xiyunykus, insieme a Bannykus, colma una lacuna di 70 milioni di anni nell'evoluzione degli alvarezsauri esibendo morfologie craniche e postcraniche intermedie tra la tipica zampa anteriore da teropode, presente anche in Haplocheirus, e gli arti anteriori corti ma robusti dotati di un singolo dito artigliato degli alvezsauridi del Cretaceo superiore, come Mononykus.

## Paleoecologia
I dinosauri contemporanei di Xiyunykus presenti nel Tugulu Group dello Xinjiang, comprendono alcun dinosauri ornitischi, come lo stegosauro Wuerhosaurus, e il ceratopsiano Psittacosaurus xinjiangensis. Nella formazione erano presenti anche diversi teropodi come, il coevo alvarezsauro Tugulusaurus, il carcharodontosauride Kelmayisaurus, il dubbio maniraptora Phaedrolosaurus, e il problematico coelurosauro Xinjiangovenator.